# Терют
Терют (якут. Төрүт) — село в Оймяконском улусе Республики Саха (Якутия) России. Административный центр и единственный населённый пункт Терютского наслега.

## География
Село находится в восточной части Якутии, в пределах Оймяконской впадины, в левобережной части долины реки Индигирки, на расстоянии примерно 64 километров (по прямой) к юго-западу от посёлка городского типа Усть-Нера, административного центра улуса. Абсолютная высота — 564 метра над уровнем моря.
Климат
Климат характеризуется как резко континентальный, с продолжительной и чрезвычайно холодной зимой. Средняя температура воздуха самого тёплого месяца (июля) составляет 8 — 19 °C; самого холодного (января) — −41 — −51 °C. Среднегодовое количество атмосферных осадков составляет 150—200 мм.
Часовой пояс
Село Терют находится в часовой зоне МСК+7. Смещение применяемого времени относительно UTC составляет +10:00.

## Население
| 2002 | 2010 | 2012 | 2013 | 2014 | 2015 | 2016 |
| ---- | ---- | ---- | ---- | ---- | ---- | ---- |
| 411  | ↘355 | ↘342 | ↘337 | ↘334 | ↗343 | ↗358 |
| 2017 | 2018 | 2019 | 2020 | 2021 |      |      |
| ↗365 | ↘360 | ↘346 | →346 | ↘340 |      |      |

Половой состав
По данным Всероссийской переписи населения 2010 года в гендерной структуре населения мужчины составляли 50,1 %, женщины — соответственно 49,9 %.
Национальный состав
Согласно результатам переписи 2002 года, в национальной структуре населения якуты составляли 89 % из 411 чел.

## Улицы
Уличная сеть села состоит из четырёх улиц.